# Административно деление на Гамбия
В административно-териториално отношение Гамбия се състои от 6 региона:
1. Долноречен регион
2. Централноречен регион
3. Севернобрежен регион
4. Горноречен регион
5. Западен регион
6. Банджул

Регионите са разделени на общо 43 окръга.